# 馬休蒂夫卡
49°48′57″N 37°41′24″E / 49.81583°N 37.69000°E
馬休蒂夫卡（烏克蘭語：Масютівка）是位於烏克蘭東部的村莊，由哈爾科夫州庫皮揚斯克區的德沃里奇纳市镇負責管轄。該村始建於1780年，面積0.25平方公里，海拔高度80米，2001年人口22，人口密度每平方公里88.7人。